# Équipe de Russie féminine de hockey sur glace
Cet article traite de l'équipe féminine. Pour l'équipe masculine, voir Équipe de Russie de hockey sur glace.
L'équipe de Russie féminine de hockey sur glace est la sélection Russie regroupant les meilleures joueuses russes de hockey sur glace féminin lors des compétitions internationales. Elle est gérée par la fédération de Russie de hockey sur glace. La Russie est classée 4e sur 42 équipes au classement IIHF 2021 .

## Effectif
| No    | Nom                    | Position  | Club                                   |
| ----- | ---------------------- | --------- | -------------------------------------- |
| +002, | Angelina Gontcharenko  | Défenseur | HK SKIF (JHL)                          |
| +004, | Ioulia Smirnova        | Défenseur | Dinamo-Neva Saint-Pétersbourg (JHL)    |
| +010, | Lioudmila Beliakova    | Attaquant | HK Tornado (JHL)                       |
| +011, | Liana GANEYA           | Défenseur | Dinamo-Neva Saint-Pétersbourg (JHL)    |
| +012, | Maria Petchnikova      | Défenseur | Aguidel Oufa (JHL)                     |
| +013, | Nina Pirogova          | Défenseur | HK Tornado (JHL)                       |
| +015, | Valeria Pavlova        | Attaquant | Birioussa du Kraï de Krasnoïarsk (JHL) |
| +017, | Fanouza Kadirova       | Attaquant | Dinamo-Neva Saint-Pétersbourg (JHL)    |
| +019, | Ielena Provorova       | Défenseur | HK SKIF (JHL)                          |
| +021, | Polina Bolgareva       | Attaquant | Dinamo-Neva Saint-Pétersbourg (JHL)    |
| +022, | Maria Batalova         | Défenseur | Aguidel Oufa (JHL)                     |
| +023, | Daria Gredzen          | Gardien   | Birioussa du Kraï de Krasnoïarsk (JHL) |
| +026, | Iekaterina Dobrodeïeva | Attaquant | Birioussa du Kraï de Krasnoïarsk (JHL) |
| +027, | Veronika Korjakova     | Attaquant | Aguidel Oufa (JHL)                     |
| +029, | Aleksandra Vafina - A  | Attaquant | Dinamo-Neva Saint-Pétersbourg (JHL)    |
| +030, | Valeria Merkoucheva    | Gardien   | HK SKIF (JHL)                          |
| +042, | Oksana Bratichtcheva   | Attaquant | HK SKIF (JHL)                          |
| +059, | Ielena Dergatchiova    | Attaquant | HK SKIF (JHL)                          |
| +069, | Maria Sorokina         | Gardien   | Aguidel Oufa (JHL)                     |
| +070, | Anna Chibanova - A     | Défenseur | Aguidel Oufa (JHL)                     |
| +072, | Anna Savonina          | Défenseur | HK Tornado (JHL)                       |
| +073, | Viktoria Koulichova    | Attaquant | HK SKIF (JHL)                          |
| +079, | Landych Faliakhova     | Attaquant | HK Tornado (JHL)                       |
| +087, | Polina Loutchnikova    | Attaquant | Aguidel Oufa (JHL)                     |
| +097, | Anna Chokhina - C      | Attaquant | HK Tornado (JHL)                       |

## Résultats

### Jeux olympiques
- 1998 : Ne participe pas
- 2002 : Cinquième
- 2006 : Sixième
- 2010 : Sixième
- 2014: - Sixième Disqualifiée[4]
- 2018: Quatrième (sous la bannière  Athlètes olympiques de Russie)
- 2022: Cinquième (sous la bannière  Athlètes olympiques de Russie)

### Championnats du monde
- 1990 à 1994 —Ne participe pas
- 1997 — Sixième
- 1999 — Sixième
- 2000 — Cinquième
- 2001 — Troisième
- 2003 — Division élite annulée
- 2004 — Cinquième
- 2005 — Huitième
- 2007 — Septième
- 2008 — Sixième
- 2009 — Cinquième
- 2011 — Quatrième
- 2012 — Cinquième
- 2013 — Troisième
- 2014 — Division élite non disputée
- 2015 — Quatrième
- 2016 — Troisième
- 2017 — Cinquième
- 2018 — Division élite non disputée
- 2019 — Quatrième
- 2020 — Pas de compétition en raison de la pandémie de coronavirus[5]

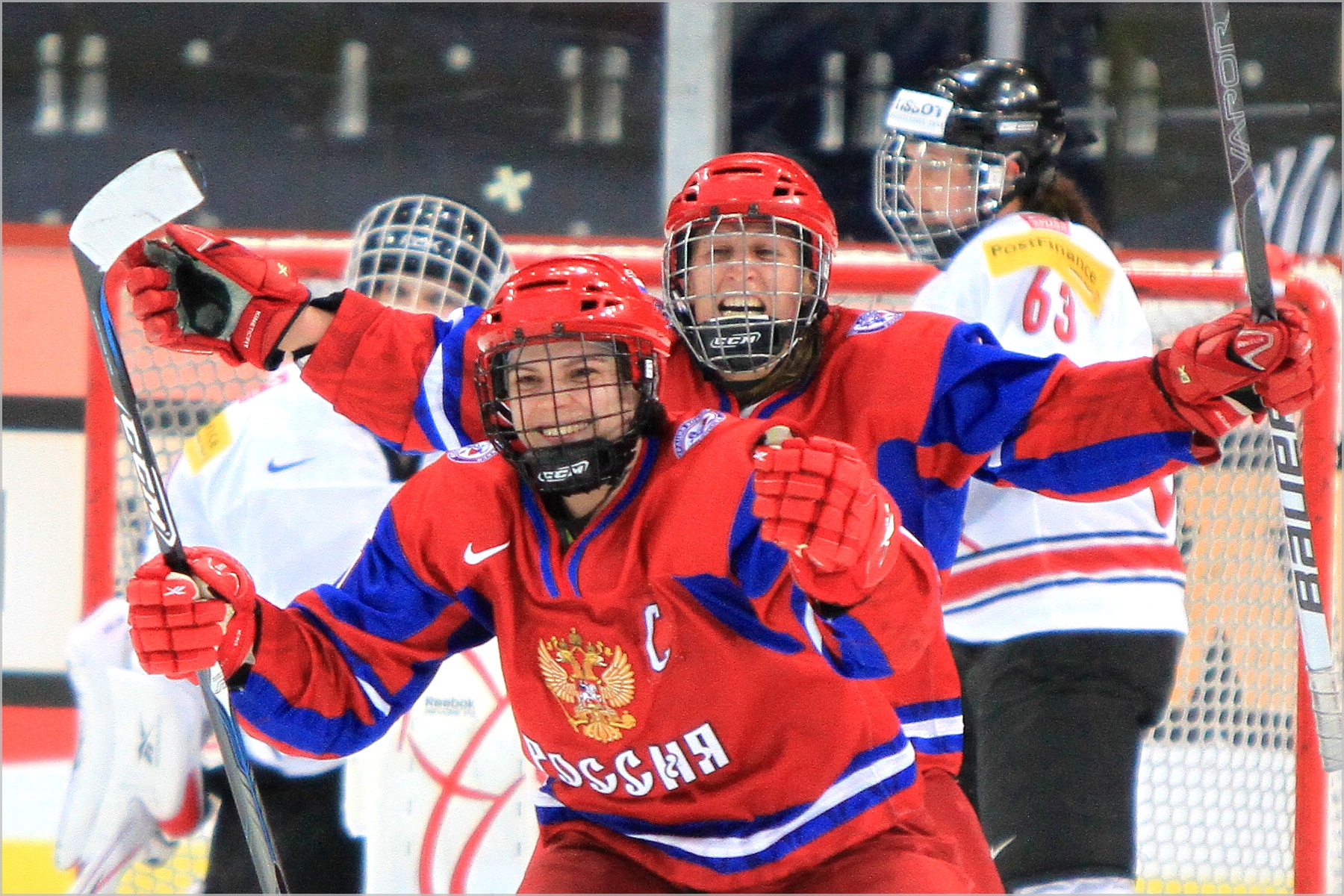
Tatyana Burina en 2011, capitaine de l'équipe

- 2021 — Cinquième

### Championnats d'Europe
- 1989 - Ne participe pas
- 1991 - Ne participe pas
- 1993 - Ne participe pas
- 1995 - Premier du Groupe B
- 1996 -  Deuxième

Note :  Promue ;  Reléguée

### Coupe des nations
Cette compétition est également connue sous ses anciens noms, la Coupe Air Canada, Coupe des nations MLP et Coupe Meco.
- Médaille d'argent  : 2013

- Médailles de bronze   : 2009, 2011, 2014, 2016 et 2017

### Classement mondial
| Année | Rang | Points | Progression |
| ----- | ---- | ------ | ----------- |
| 2003  | 5    | 1 620  | -           |
| 2004  | 5    | 2 680  | ±0          |
| 2005  | 6    | 2 605  | -1          |
| 2006  | 6    | 2 585  | ±0          |
| 2007  | 6    | 2 565  | ±0          |
| 2008  | 6    | 2 575  | ±0          |
| 2009  | 6    | 2 610  | ±0          |
| 2010  | 6    | 2 610  | ±0          |
| 2011  | 5    | 2 670  | +1          |
| 2012  | 6    | 2 650  | -1          |

| Année      | Rang | Points | Progression |
| ---------- | ---- | ------ | ----------- |
| 2013       | 4    | 2 710  | +2          |
| Fév. 2014  | 5    | 2 675  | -1          |
| Avril 2014 | 6    | 3 715  | -1          |
| 2015       | 6    | 3 480  | ±0          |
| 2016       | 4    | 3 265  | +2          |
| 2017       | 4    | 2 970  | ±0          |
| Fév. 2018  | 4    | 3 810  | ±0          |
| Avril 2018 | 4    | 3 830  | ±0          |
| 2019       | 4    | 3 560  | ±0          |
| 2020       | 4    | 3 290  | ±0          |
| 2021       | 4    | 2 985  | ±0          |

## Équipe moins de 18 ans

### Championnat du monde moins de 18 ans
L'équipe des moins de 18 ans a participé dès la première édition du championnat du monde pour cette catégorie.
- 2008 — Huitième
- 2009 — Septième
- 2010 — Huitième
- 2011 — 1re de Division I
- 2012 — Septième
- 2013 — Septième
- 2014 — Quatrième
- 2015 —  Troisième
- 2016 — Quatrième
- 2017 —  Troisième
- 2018 — Quatrième
- 2019 — Quatrième
- 2020 —  Troisième
- 2021 — Pas de compétition en raison de la pandémie de coronavirus